# Kỷ Hiểu Lam
Kỷ Quân (tiếng Hán: 纪昀, 26 tháng 7 năm 1724 - 14 tháng 2 năm 1805), hay còn gọi là Kỷ Vân (tiếng Hán: 纪云), tên tự là Hiểu Lam (giản thể: 晓岚; phồn thể: 曉嵐) và Xuân Phàm (春帆), hiệu Thạch Vân (石云), Quan Dịch Đạo nhân (观奕道人), thất danh Kính Yên đường (镜烟堂), Duyệt Vi Thảo đường (阅微草堂), Cửu Thập Cửu Quan trai (九十九观斋), Thụy Hạnh hiên (瑞杏轩), là một danh sĩ nổi tiếng và quan lại đời nhà Thanh, trong lịch sử Trung Quốc.
Ông giữ chức tổng biên tập "Tứ khố toàn thư", một công trình biên soạn sách nổi tiếng dưới thời Càn Long. Không những thế, ông còn nổi tiếng là một phong lưu tài tử và là một con người đa tài với trình độ học vấn vô cùng uyên bác. Ngoài ra, ông còn là tác giả của cuốn Duyệt Vi thảo đường bút ký,là một trong những tác phẩm nổi tiếng đương thời.
Kỷ Quân có tài văn chương siêu quần, nổi danh cùng với Viên Mai cùng thời, được người đời xưng là "bắc Kỷ nam Viên".

## Cuộc đời
Kỷ Quân là một danh sĩ nổi tiếng và quan lại đời nhà Thanh, xuất thân trong một gia đình quan lại, cha ông là Kỷ Dung Thư, một học giả khảo chứng nổi tiếng, từng làm quan ở kinh thành. Tổ tiên Kỷ Hiểu Lam là người Giang Nam, Minh Thành Tổ phân chia các hộ giàu có về phía Bắc, từ đó gia tộc trở thành người huyện Hiến.
Kỷ Hiểu Lam thuở nhỏ thông minh hơn người, đọc sách nhanh như gió, được mọi người gọi là thần đồng. Sau khi trưởng thành, ông học Hán nho, công thơ, văn biền ngẫu, giải nghĩa từ trong sách cổ, vì đọc nhiều sách vở nên ông có được kiến thức uyên bác thâm sâu. Khi còn bé ngoài việc được mệnh danh là thần đồng ra, Kỷ Hiểu Lam còn được biết đến như một đứa trẻ có “công năng đặc dị”. Ông có thể nhìn thấy mọi thứ trong bóng tối giống hệt như ban ngày, và được mọi người gọi là có “mắt thần”.
Trong lịch sử ghi lại, Kỷ Hiểu Lam “thông minh, đọc sách nhanh như gió. Ngồi trong phòng tối, mắt vẫn sáng như tia chớp, không cần đèn cầy vẫn có thể nhìn thấy đồ vật”. Năm 24 tuổi, Kỷ Hiểu Lam đỗ đầu kỳ thi Hương, 31 tuổi thành tiến sĩ, sau làm việc ở Hàn Lâm viện. Ông từng đảm nhiệm Tổng biên soạn “Tứ khố toàn thư” thời gian kéo dài hơn 10 năm.
Theo sử sách ghi chép lại, Kỷ Hiểu Lam sở hữu ngoại hình "mạo tẩm đoản thị". Trong đó, "tẩm" là từ dùng để chỉ tướng mạo xấu xí. "Đoản thị" là cách gọi khác của mắt cận. Không chỉ vậy, vị quan họ Kỷ này còn mắc tật nói lắp. Chính những đặc điểm sinh lý khiếm khuyết trên đã khiến Càn Long cả đời "bằng mặt không bằng lòng" với Kỷ Hiểu Lam. Điều này cũng khiến cho ông không được Hoàng đế quá tín nhiệm.
Vận mệnh quan trường của Kỷ Hiểu Lam hoàn toàn do Càn Long nắm giữ. Nổi tiếng là bậc minh chủ, nhưng vị Hoàng đế này từ lại sở hữu kha khá những sở thích và tiêu chuẩn khác người. Theo đó, Càn Long lúc sinh thời chỉ thích những người tỉnh táo, nhanh nhẹn, thông minh, giỏi giang, và đặc biệt là phải sở hữu ngoại hình trẻ đẹp.
Những sủng thần, trọng thần của ông như Hòa Thân, Vương Kiệt, Vu Mẫn Trung, Lương Quốc Trì đều từng là những "mỹ nam tử" nổi tiếng một thời. Bởi vậy, ngay cả khi sở hữu tài năng hơn người, Kỷ Hiểu Lam vẫn phải "chào thua" tiêu chuẩn về ngoại hình của Hoàng đế.
Dưới thời Càn Long tại vị, Kỷ Hiểu Lam từng làm chủ khảo của 2 lần thi Hương, 6 lần thi Hội, ba lần đảm nhiệm chức Lễ bộ Thượng thư. Trên thực tế, các chức quan này đều ít thực quyền.
Có lần, Càn Long phái Kỷ Hiểu Làm tới Đô sát viện để xử án. Do không hoàn thành nhiệm vụ, Kỷ Hiểu Lam đáng lẽ phải chịu phạt. Nhưng Càn Long lại nói: "Lần này phái Kỷ Hiểu Lam tới, hắn vốn chỉ là tên mọt sách, nên ta chỉ có thể trách mắng hắn mà thôi. Hắn không quen chuyện xử án, lại cận thị, phạm sai lầm cũng có thể hiểu được."
Trong cuộc đời làm quan của mình, Kỷ Hiểu Lam từng bị vướng vào vụ án "tiết lộ bị mật" khiến ông bị điều tới vùng biên ải Ô Lỗ Mộc Tề mấy năm. Sau này, Càn Long cần người biên soạn sách nên mới gọi ông về. Nhiều lần đảm nhiệm chức vị Tổng biên soạn, Tả thứ tử, Binh bộ Thị lang, Tả đô Ngự sử, Lễ bộ Thị lang… nhưng khi nhắc tới nghiệp làm quan của mình, Kỷ Hiểu Lam vẫn không khỏi thở dài cảm thán: "Phù trầm hoạn hải như âu điểu", ý nói nghiệp làm quan thăng trầm như cuộc đời mòng biển.

## Làm quan
Năm Càn Long thứ 19 (1754), Kỷ Hiểu Lam đậu Tiến sĩ, được tuyển làm Thứ cát sĩ. Một năm sau khi nhậm chức Biên tu, ông vào biên soạn trong Võ Anh điện. Năm thứ 24 (1759), ông trở thành Chính khảo quan của kì thi Hương ở Sơn Tây. Cùng năm, ông nhậm Công thần quán Tổng toản, chịu trách nhiệm chính việc biên soạn về các công thần. Năm sau, ông trở thành Quốc sử quán Tổng toản, chịu trách nhiệm chính việc biên soạn Quốc sử nhà Thanh. Cũng trong năm này, ông là một trong các khảo quan của kì thi Hội. Trong 3 năm từ 1761 đến 1763, ông lần lượt nhập chức  Phương lược quán Tổng toản, Phúc Kiến Học chính (福建学政) và được thăng làm Thị độc của Hàn Lâm viện. Đến năm 1768, sau khi nhậm chức Tả Thứ sử được 1 năm thì ông được điều làm Tri phủ Đô Quân ở Quý Châu; nhưng không lâu sau đã trở về nhậm chức Thị độc Học sĩ của Hàn Lâm viện.
Năm thứ 36 (1771), Kỷ Hiểu Lam trở về làm chức Biên tu ở Võ Anh điện. 2 năm sau, ông trở thành Tổng toản quan chịu trách nhiệm chính biên soạn Tứ khố toàn thư. Sau khi kết thúc việc biên soạn, ông lại trở về chức vụ Thị độc Học sĩ. Đến năm 1779, ông được thăng làm Nội các Học sĩ kiêm hàm Lễ bộ Thị lang. Năm 1780, ông đảm nhiệm Độc quyển quan của kì thi Đình. Trong 2 năm 1782 và 1783, ông được điều làm Hữu Thị lang rồi Tả Thị lang của Binh bộ. Năm 1784, ông liên tiếp chịu trách nhiệm làm chủ khảo kì thi Hương và kì thi võ. Đến năm 1785, ông được thăng làm Đô sát viện Tả đô Ngự sử. 2 năm sau, ông tiếp tục thăng làm Lễ bộ Thượng thư, Kinh diên Giảng quan. Trong 2 năm 1791 và 1792, ông một lần nữa nhậm chức Đô sát viện Tả đô Ngự sử và Lễ bộ Thượng thư. Một thời gian sau thì quay về làm Tả đô Ngự sử, kiêm thay quyền Lễ bộ Thượng thư. Hai kỳ thi năm thứ 58 (1793) và năm thứ 60 (1795), ông đều làm Độc quyển quan của kì thi Đình.
Năm Gia Khánh nguyên niên (1796), lần thứ ba ông nhậm chức Đô sát viện Tả đô Ngự sử. Cùng năm điều làm Binh bộ Thượng thư. Năm sau, ông lần thứ ba nhậm chức Lễ bộ Thượng thư. Năm thứ 4 (1799), ông chịu trách nhiệm biên soạn Cao Tông Thuần Hoàng đế Thực lục. Cũng trong năm này, ông liên tiếp làm Độc quyển quan của kì thi Đình và giám khảo của kì thi võ, chịu trách nhiệm giảng dạy cho Thứ Cát sĩ mới nhậm chức. Năm thứ 7 (1802), một lần nữa ông nhậm Chính khảo quan của kì thi Hội. Một năm sau, lần thứ tư ông nhậm chức Lễ bộ Thượng thư, chịu trách nhiệm giảng dạy Thứ cát sĩ.
Năm thứ 10 (1805), ông trở thành Hiệp biện Đại học sĩ, được ban hàm Thái tử Thiếu bảo, quản lý sự vụ Quốc tử giám. Cùng năm, ông qua đời, thọ 81 tuổi. Ông được triều đình truy thụy Văn Đạt.

## Tác phẩm
Các tác phẩm ông chịu trách nhiệm biên soạn:
- Nhiệt Hà chí (热河志).
- Lịch đại chức quan biểu (历代职官表).
- Bát kỳ thông chí (八旗通志).
- Tứ khố toàn thư.
- Giản Minh mục lục (简明目录), 20 quyển.

Các tác phẩm thi từ, bút ký khác:
- Duyệt Vi Thảo đường Bút ký (阅微草堂笔记), 24 quyển.
- Kỷ Văn Đạt di tập (纪文达), 16 quyển.
- Ngọc Khê sinh thời thi thuyết (玉溪生诗说), 2 quyển.
- Ô Lỗ Mộc Tề thi (乌鲁木齐诗), 1 quyển.
- Kỷ Văn Đạt công văn tập (纪文达公文集), 16 quyển.

## Gia đình
- Ông nội: Kỷ Thiên Thân (纪天申).
- Cha: Kỷ Dung Thư (纪容舒).

### Con trai
- Kỷ Nhữ Nguyện (纪汝传).
- Kỷ Nhữ Cát (纪汝佶).
- Kỷ Nhữ Tự (纪汝似).